# Blaž Slišković
Blaž "Baka" Slišković (en serbio cirílico: Блаж Слишковић; 30 de mayo de 1959, Mostar, República Socialista de Bosnia-Herzegovina) es un ex futbolista internacional y entrenador bosniocroata que actualmente dirige al Kitchee SC de la Liga Premier de Hong Kong.

## Biografía
Slišković nació en Mostar, República Socialista de Bosnia-Herzegovina y contrajo matrimonio con la jugadora serbobosnia de balonmano Svetlana Kitić.
Jugó como centrocampista, principalmente en el Velež Mostar y en el Hajduk Split, donde fue incluido en el mejor equipo de la historia del club tras una votación con motivo del centenario del Hajduk. Fue internacional tanto por Yugoslavia como por Bosnia.
Considerado uno de los mejores y más creativos futbolistas bosnios de la historia, Slišković fue apodado "El Maradona de los Balcanes" y Zinedine Zidane lo considera uno de sus ídolos, además de incluirlo en el mejor once de la historia del Olympique de Marsella.

## Carrera profesional como jugador
La trayectoria de Slišković en el fútbol comenzó en el Velež Mostar, club de su ciudad natal en el que su padre había sido futbolista durante 15 temporadas. En el Velež debutó en 1976 y jugó cinco temporadas. En 1981 firmó por el Hajduk Split, donde se convirtió en una leyenda al jugar más de 200 partidos oficiales. En 1985 fue nombrado Futbolista yugoslavo del año.
Tras cinco temporadas a gran nivel en el Hajduk, Slišković fichó por el Olympique de Marsella en 1986, pero solo permaneció una temporada en el club francés. Su carrera en el fútbol europeo occidental no fue igual de fructífera que en Yugoslavia y pasó por varios equipos donde nunca permaneció más de una temporada. Tras dejar el Olympique firmó por el Pescara, Lens, FC Mulhouse y Rennes antes de regresar al fútbol balcánico. Firmó por el NK Hrvatski Dragovoljac croata y en 1998 se retiró en el Zrinjski Mostar de su ciudad natal.

## Selección nacional
Slišković fue internacional en 26 ocasiones con Yugoslavia, pero no disputó nunca una Copa del Mundo o una Eurocopa. Anotó tres goles entre 1978 y 1986, el periodo en el que fue internacional con la selección yugoslava. Slišković también fue internacional con Bosnia y Herzegovina tras la desintegración de Yugoslavia en dos partidos en 1993 y fue el capitán en ambos encuentros.

## Carrera profesional como entrenador
De 2002 a 2006 sería entrenador de la Selección de fútbol de Bosnia y Herzegovina. Más tarde se convertiría en un trotamundos de los banquillos dirigiendo al HŠK Zrinjski Mostar hasta en tres ocasiones, HNK Hajduk Split, KF Tirana de Albania, Unirea Alba Iulia de Rumanía, Ansar	Arabia Saudita, NK Siroki Brijeg en dos ocasiones y Qingdao Jonoon de China.
En 2019 firma por el Kitchee SC de la Liga Premier de Hong Kong.